# Lista siturilor arheologice din județul Sălaj - R
Lista siturilor arheologice din județul Sălaj - R conține toate siturile arheologice din județul Sălaj înscrise în Repertoriul Arheologic Național (RAN) și aflate în localități al căror nume începe cu litera R. RAN este administrat de Ministerul Culturii și Patrimoniului Național și cuprinde date științifice, cartografice, topografice, imagini și planuri, precum și orice alte informații privitoare la zonele cu potențial arheologic, studiate sau nu, încă existente sau dispărute.
Puteți căuta un sit din localitățile care încep cu litera R folosind formularul de mai jos sau puteți naviga prin toate siturile din județ la Lista siturilor arheologice din județul Sălaj.
| Cod RAN                                   | Denumire | Localitate                        | Adresă             | Datare                           | Descoperit | Coordonate                                              | Imagine           | Erori            |
| ----------------------------------------- | --- | --------------------------------- | ------------------ | -------------------------------- | ---------- | ------------------------------------------------------- | ----------------- | ---------------- |
| 140422.01.01 (Cod LMI: SJ-I-m-B-04941.01) | Situl arheologic de la Rastolț - "Capul Dealului" / ansamblu anonim (Categorie: locuire civilă) (Tip: Așezare)        | sat Răstolț, comuna Buciumi       | Capul Dealului     | Tisa                             |            |                                                         | Încărcați imagine | Raportați eroare |
| 140422.01.02 (Cod LMI: SJ-I-m-B-04941.02) | Situl arheologic de la Rastolț - "Capul Dealului" / ansamblu anonim (Categorie: locuire civilă) (Tip: Așezare)        | sat Răstolț, comuna Buciumi       | Capul Dealului     | Tiszapolgár                      |            |                                                         | Încărcați imagine | Raportați eroare |
| 140422.02.01 (Cod LMI: SJ-I-s-B-04942)    | Așezarea neolitică de la Răstolț - "Cioroi" / ansamblu anonim (Categorie: locuire civilă) (Tip: Așezare)              | sat Răstolț, comuna Buciumi       | Cioroi             | Tisa                             |            |                                                         | Încărcați imagine | Raportați eroare |
| 140422.03.01 (Cod LMI: SJ-I-s-B-04943)    | Așezarea neolitică de la Rastolț - "Șugăreasa" / ansamblu anonim (Categorie: locuire civilă) (Tip: Așezare)           | sat Răstolț, comuna Buciumi       | Șugăreasa          | Tisa                             |            |                                                         | Încărcați imagine | Raportați eroare |
| 140422.04.01 (Cod LMI: SJ-I-s-B-04944)    | Așezarea eneolitică de la Rastolț - "Calea Oilor" / ansamblu anonim (Categorie: locuire civilă) (Tip: Așezare)        | sat Răstolț, comuna Buciumi       | Calea Oilor        | Tiszapolgár                      |            |                                                         | Încărcați imagine | Raportați eroare |
| 139964.01.01 (Cod LMI: SJ-I-m-B-04945.01) | Situl arheologic de la Răstolțu Deșert - "Pusta" / ansamblu anonim (Categorie: locuire civilă) (Tip: Așezare)         | sat Răstolțu Deșert, comuna Agrij | Pusta              | Tiszapolgár                      |            |                                                         | Încărcați imagine | Raportați eroare |
| 139964.01.02 (Cod LMI: SJ-I-m-B-04945.02) | Situl arheologic de la Răstolțu Deșert - "Pusta" / ansamblu anonim (Categorie: locuire civilă) (Tip: Așezare)         | sat Răstolțu Deșert, comuna Agrij | Pusta              |                                  |            |                                                         | Încărcați imagine | Raportați eroare |
| 143049.01.01 (Cod LMI: SJ-I-m-B-04946.02) | Situl arheologic de la Recea / ansamblu anonim (Categorie: locuire civilă) (Tip: Așezare)                             | sat Recea, comuna Vârșolț         |                    | Cehăluț                          |            |                                                         | Încărcați imagine | Raportați eroare |
| 143049.01.02 (Cod LMI: SJ-I-m-B-04946.01) | Situl arheologic de la Recea / ansamblu anonim (Categorie: locuire civilă) (Tip: Așezare)                             | sat Recea, comuna Vârșolț         |                    | sec. XIV - XVI                   |            |                                                         | Încărcați imagine | Raportați eroare |
| 141704.01 (Cod LMI: SJ-I-s-B-04947)       | Situl arheologic de la Rogna - "Bulbuc" (Categorie: locuire civilă) (Tip: așezare)                                    | sat Rogna, comuna Ileanda         | Bulbuc             | sec. II - III                    |            |                                                         | Încărcați imagine | Raportați eroare |
| 141704.01.01 (Cod LMI: SJ-I-m-B-04947.02) | Situl arheologic de la Rogna - "Bulbuc" / ansamblu anonim (Categorie: locuire civilă) (Tip: Așezare)                  | sat Rogna, comuna Ileanda         | Bulbuc             | Suciu de Sus                     |            |                                                         | Încărcați imagine | Raportați eroare |
| 141704.01.02 (Cod LMI: SJ-I-s-B-04947)    | Situl arheologic de la Rogna - "Bulbuc" / ansamblu anonim (Categorie: locuire civilă) (Tip: Așezare)                  | sat Rogna, comuna Ileanda         | Bulbuc             | geto-dacică                      |            |                                                         | Încărcați imagine | Raportați eroare |
| 141704.01.03 (Cod LMI: SJ-I-s-B-04947)    | Situl arheologic de la Rogna - "Bulbuc" / ansamblu anonim (Categorie: locuire civilă) (Tip: neprecizat)               | sat Rogna, comuna Ileanda         | Bulbuc             |                                  |            |                                                         | Încărcați imagine | Raportați eroare |
| 141704.01.04 (Cod LMI: SJ-I-m-B-04947.02) | Situl arheologic de la Rogna - "Bulbuc" / ansamblu anonim (Categorie: locuire civilă) (Tip: Așezare)                  | sat Rogna, comuna Ileanda         | Bulbuc             | sec. II - III                    |            |                                                         | Încărcați imagine | Raportați eroare |
| 141704.02.01 (Cod LMI: SJ-I-s-B-04948)    | Situl arheologic de la Rogna - "La Pastauă" / ansamblu anonim (Categorie: locuire civilă) (Tip: Așezare)              | sat Rogna, comuna Ileanda         | La Pastauă         | Suciu de Sus                     |            |                                                         | Încărcați imagine | Raportați eroare |
| 141704.02.02 (Cod LMI: SJ-I-s-B-04948)    | Situl arheologic de la Rogna - "La Pastauă" / ansamblu anonim (Categorie: locuire civilă) (Tip: Așezare)              | sat Rogna, comuna Ileanda         | La Pastauă         | geto-dacică                      |            |                                                         | Încărcați imagine | Raportați eroare |
| 141704.02.03 (Cod LMI: SJ-I-s-B-04948)    | Situl arheologic de la Rogna - "La Pastauă" / ansamblu anonim (Categorie: locuire civilă) (Tip: neprecizat)           | sat Rogna, comuna Ileanda         | La Pastauă         |                                  |            |                                                         | Încărcați imagine | Raportați eroare |
| 141704.03.01 (Cod LMI: SJ-I-m-B-04949.02) | Situl arheologic de la Rogna - "Poduri" / ansamblu anonim (Categorie: locuire civilă) (Tip: Așezare)                  | sat Rogna, comuna Ileanda         | Poduri             |                                  |            |                                                         | Încărcați imagine | Raportați eroare |
| 141704.03.02 (Cod LMI: SJ-I-m-B-04949.01) | Situl arheologic de la Rogna - "Poduri" / ansamblu anonim (Categorie: locuire civilă) (Tip: Așezare)                  | sat Rogna, comuna Ileanda         | Poduri             |                                  |            |                                                         | Încărcați imagine | Raportați eroare |
| 141704.04.01 (Cod LMI: SJ-I-m-B-04952.02) | Situl arheologic de la Rogna / ansamblu anonim (Categorie: locuire civilă) (Tip: Așezare)                             | sat Rogna, comuna Ileanda         |                    |                                  |            |                                                         | Încărcați imagine | Raportați eroare |
| 141704.04.02 (Cod LMI: SJ-I-m-B-04952.01) | Situl arheologic de la Rogna / ansamblu anonim (Categorie: locuire civilă) (Tip: Așezare)                             | sat Rogna, comuna Ileanda         |                    |                                  |            |                                                         | Încărcați imagine | Raportați eroare |
| 141704.05.01 (Cod LMI: SJ-I-s-B-04950)    | Așezarea Suciu de Sus de la Rogna - "Coasta lui Nicolae" / ansamblu anonim (Categorie: locuire civilă) (Tip: Așezare) | sat Rogna, comuna Ileanda         | Coasta lui Nicolae | Suciu de Sus                     |            |                                                         | Încărcați imagine | Raportați eroare |
| 141704.06.01 (Cod LMI: SJ-I-s-B-04951)    | Turnul roman de la Rogna - "La Bontauă" / ansamblu anonim (Categorie: fortificație) (Tip: Turn)                       | sat Rogna, comuna Ileanda         | La Bontauă         | romană sec. II - III             |            |                                                         | Încărcați imagine | Raportați eroare |
| 142435.01 (Cod LMI: SJ-I-s-A-04953)       | Castrul roman de la Românași (Categorie: locuire militară) (Tip: castru)                                              | sat Românași, comuna Românași     | La Cetate          | sec. II - III                    |            | 47°05′57″N 23°10′31″E / 47.0992166667°N 23.1751777778°E | Încărcați imagine | Raportați eroare |
| 142435.01.01 (Cod LMI: SJ-I-s-A-04953)    | Castrul roman de la Românași / ansamblu anonim (Categorie: locuire militară) (Tip: Castru)                            | sat Românași, comuna Românași     | La Cetate          | sec. II - III                    |            | 47°05′57″N 23°10′31″E / 47.0992166667°N 23.1751777778°E | Încărcați imagine | Raportați eroare |
| 142435.01.02 (Cod LMI: SJ-I-s-A-04953)    | Castrul roman de la Românași / ansamblu anonim (Categorie: locuire militară) (Tip: vicus)                             | sat Românași, comuna Românași     | La Cetate          | sec. II - III                    |            | 47°05′57″N 23°10′31″E / 47.0992166667°N 23.1751777778°E | Încărcați imagine | Raportați eroare |
| 140663.01.01                              | Așezarea eneolitică de la Ratin / ansamblu anonim (Categorie: locuire civilă) (Tip: Așezare)                          | sat Ratin, comuna Crasna          |                    | Tiszapolgár                      |            |                                                         | Încărcați imagine | Raportați eroare |
| 142505.01.01                              | Așezări preistorice la Rus / ansamblu anonim (Categorie: locuire civilă) (Tip: Așezare)                               | sat Rus, comuna Rus               |                    |                                  |            |                                                         | Încărcați imagine | Raportați eroare |
| 139857.01                                 | Obiecte neolitice la Rona- Dealul Rakoczi (Categorie: descoperire izolată) (Tip: obiect izolat)                       | sat Rona, oraș Jibou              | Dealul Rakoczi     |                                  |            |                                                         | Încărcați imagine | Raportați eroare |
| 142480.01                                 | Topoare preistorice la Romita- Castrul roman (Categorie: descoperire izolată) (Tip: obiect izolat)                    | sat Romita, comuna Românași       | Castrul roman      |                                  |            |                                                         | Încărcați imagine | Raportați eroare |
| 142435.02.01                              | Așezarea hallstattiană de la Românași / ansamblu anonim (Categorie: locuire) (Tip: Așezare)                           | sat Românași, comuna Românași     |                    |                                  |            |                                                         | Încărcați imagine | Raportați eroare |
| 143049.02.01                              | Situl arheologic de la Recea- Valea Sulduba / ansamblu anonim (Categorie: locuire) (Tip: Așezare)                     | sat Recea, comuna Vârșolț         | Valea Sulduba      | Wietenberg/Coțofeni/Suciu de Sus |            |                                                         | Încărcați imagine | Raportați eroare |
| 143049.02.02                              | Situl arheologic de la Recea- Valea Sulduba / ansamblu anonim (Categorie: locuire) (Tip: Așezare)                     | sat Recea, comuna Vârșolț         | Valea Sulduba      |                                  |            |                                                         | Încărcați imagine | Raportați eroare |
| 143049.02.03                              | Situl arheologic de la Recea- Valea Sulduba / ansamblu anonim (Categorie: locuire) (Tip: Așezare)                     | sat Recea, comuna Vârșolț         | Valea Sulduba      | sec. III-IV                      |            |                                                         | Încărcați imagine | Raportați eroare |